# Peter Breck
Joseph Peter Breck, född 13 mars 1929 i Rochester i delstaten New York, död 6 februari 2012 i Vancouver i British Columbia, var en amerikansk skådespelare (karaktärsskådespelare). Han spelade bland annat rollen som gamblern och revolvermannen Doc Holliday i ABC-serien Maverick och den hetlevrade mellansonen Nick i westerndramat Den stora dalen. Breck spelade också en av huvudrollerna i en annan westernserie kallad Black Saddle.

## Filmografi (i urval)

### Filmer
- 1958 – Rattens djävlar
- 1958 – Jag vill leva!
- 1959 – Främlingen från bergen
- 1961 – Portrait of a Mobster
- 1962 – Lad, A Dog
- 1963 – Hootenanny Hoot
- 1963 – The Crawling Hand
- 1963 – Schock Corridor
- 1965 – Glory Guys – de sista tappra
- 1974 – Benji – alla tiders hjälte
- 1982 – Det grymma svärdet
- 1995 – Decoy

### TV-serier
- 1958 – Krutrök (TV-serie)
- 1964 – Mannen från Virginia (TV-serie)
- 1980 – Hulken (TV-serie)
- 1981 – The Dukes of Hazzard (TV-serie)